# Alastair Turner Baillie
Alastair Turner Baillie (* 24. Dezember 1932; † 18. November 2009) war ein britischer Diplomat, der unter anderem zwischen 1983 und 1987 Gouverneur von Anguilla war.

## Leben
Alastair Turner Baillie, Sohn von Archibald Turner Baillie und Margaret Pinkerton Baillie, trat am 19. März 1970 in den diplomatischen Dienst (HM Diplomatic Service) des Außenministeriums (Foreign and Commonwealth Office) ein. Er fand in der Folgezeit zahlreiche Verwendungen im Außenministerium sowie an Auslandsvertretungen. 1980 wurde er Botschaftsrat und Kanzler (Counsellor and Head of Chancery) der Botschaft in Äthiopien. Im Anschluss fungierte er von 1981 bis 1983 als Botschaftsrat für Handelsangelegenheiten (Commercial Counsellor) an der Botschaft in Venezuela. Als Nachfolger von Charles Henry Godden übernahm er im November 1983 das Amt als Gouverneur von Anguilla und hatte dieses bis 1987 inne, woraufhin Geoffrey Owen Whittaker seine Nachfolge antrat. Zuletzt fungierte er von 1987 bis 1991 als stellvertretender Hochkommissar (Deputy  High Commissioner) in Indien. Im Anschluss schied er aus dem diplomatischen Dienst aus und trat in den Ruhestand.
Baillie war zwei Mal verheiratet. Aus seiner ersten 1965 geschlossenen und 1974 aufgelösten Ehe mit Wilma Noreen Armstrong ging ein Sohn hervor. 1977 heiratete er in zweiter Ehe Irena Maria Gregor, die ein Stiefkind in die Ehe mitbrachte.